# Dill Jones
Dill Jones rodným jménem Dillwyn Owen Paton Jones (19. srpna 1923 Newcastle Emlyn – 22. června 1984 New York) byl velšský stride klavírista. Jeho matka byla klasická klavíristka. K jazzu se Jones dostal přibližně ve svých deseti letech, kdy v rádiu slyšel Fats Wallera a Bixe Beiderbeckeho.
Během své kariéry spolupracoval s mnoha hudebníky, mezi něž patří Budd Johnson, Gene Krupa, Roy Eldridge nebo Oliver Jackson. Zemřel na rakovinu hrtanu ve svých šedesáti letech.